# Liste des conseillers d'État du canton de Schaffhouse
Cette page présente la liste des conseillers d'État du canton de Schaffhouse.

## XXIesiècle

### 2021-2024
- Martin Kessler (PLR), département des constructions. Président en 2020
- Cornelia Stamm Hurter (UDC), département des finances
- Patrick Strasser (PS), département de l'éducation
- Dino Tamagni (UDC), département de l'économie
- Walter Vogelsanger (PS), département de l'intérieur. Président en 2021

### 2017-2020
- Christian Amsler (PLR), département de l'éducation. Président en 2018
- Martin Kessler (PLR), département des constructions
- Ernst Landolt (UDC), département de l'économie. Président en 2019
- Walter Vogelsanger (PS), département de l'intérieur
- Rosmarie Widmer Gysel (UDC), département des finances. Présidente en 2017. Remplacée le 1er avril 2018 par Cornelia Stamm Hurter (UDC)

### 2013-2016
- Christian Amsler (PLR), département de l'éducation. Président en 2014
- Reto Dubach (PLR), département des constructions. Président en 2016
- Ursula Hafner-Wipf (PS), département de l'intérieur
- Ernst Landolt (UDC), département de l'économie. Président en 2015
- Rosmarie Widmer Gysel (UDC), département des finances. Présidente en 2013

### 2009-2012
- Heinz Albicker (PLR), département des finances. Remplacé le 1er avril 2010[1] par Christian Amsler (PLR)
- Reto Dubach (PLR), département des constructions. Président en 2011
- Ursula Hafner-Wipf (PS), département de l'intérieur. Présidente en 2012
- Erhard Meister (UDC), département de l'économie. Président en 2010. Remplacé le 1er janvier 2011 par Ernst Landolt (UDC)
- Rosmarie Widmer Gysel (UDC), département de l'éducation. Présidente en 2009

### 2005-2008
- Heinz Albicker (PRD), département des finances. Président en 2005
- Hanspeter Lenherr (PRD), département des constructions. Président en 2006. Remplacé en 2008 par Reto Dubach (PRD)
- Ursula Hafner-Wipf (PS), département de l'intérieur. Présidente en 2008
- Erhard Meister (UDC), département de l'économie. Président en 2007
- Rosmarie Widmer Gysel (UDC), département de l'éducation

### 2001-2004
- Heinz Albicker (PRD)
- Herbert Bühl (écologie libérale). Président en 2002
- Hermann Keller (PS). Président en 2001

- Hanspeter Lenherr (PRD). Président en 2003
- Erhard Meister (UDC). Président en 2004

## XXesiècle(deuxième moitié)

### 1997-2000
- Peter Briner (PRD). Remplacé en 2000 par Herbert Bühl (écologie libérale)
- Hermann Keller (PS). Président en 1997
- Hans-Jörg Kunz (UDC). Président en 1998
- Hanspeter Lenherr (PRD). Président en 2000
- Ernst Neukomm (PS). Président en 1999

### 1993-1996
- Peter Briner (PRD). Président en 1995
- Hermann Keller (PS)
- Hans-Jörg Kunz (UDC). Président en 1993
- Hanspeter Lenherr (PRD). Président en 1996
- Ernst Neukomm (PS). Président en 1994

### 1989-1992
- Peter Briner (PRD). Président en 1990
- Hermann Keller (PS). Président en 1992
- Hans-Jörg Kunz (UDC)
- Ernst Leu (PRD). Président en 1991. Remplacé en 1992 par Hanspeter Lenherr (PRD)
- Ernst Neukomm (PS). Président en 1989

### 1985-1988
- Kurt Amsler (PRD). Remplacé en 1987 par Peter Briner (PRD)
- Hermann Keller (PS). Président en 1988
- Ernst Leu (PRD). Président en 1987
- Ernst Neukomm (PS). Président en 1986
- Kurt Waldvogel (UDC). Président en 1985

### 1981-1984
- Kurt Amsler (PRD). Président en 1982
- Paul Harnisch (PS). Président en 1983
- Ernst Neukomm (PS). Président en 1981
- Bernhard Stamm (PRD). Président en 1984
- Kurt Waldvogel (UDC)

### 1977-1980
- Kurt Amsler (PRD). Président en 1977
- Paul Harnisch (PS). Président en 1978
- Ernst Neukomm (PS)
- Bernhard Stamm (PRD). Président en 1979
- Kurt Waldvogel (UDC). Président en 1980

### 1973-1976
- Kurt Amsler (PRD)
- Erwin Hofer (PS). Président en 1973. Remplacé en 1974 par Paul Harnisch (PS)
- Ernst Neukomm (PS). Président en 1976
- Bernhard Stamm (PRD). Président en 1974
- Kurt Waldvogel (UDC). Président en 1975

### 1969-1972
- Franz Fischer (PAB). Président en 1971. Remplacé en 1972 par Kurt Waldvogel (UDC)
- Erwin Hofer (PS). Président en 1969
- Ernst Neukomm (PS). Président en 1972
- Robert Schärrer (PRD). Président en 1970
- Hermann Wanner (PRD). Remplacé en 1971 par Bernhard Stamm (PRD)

### 1965-1968
- Franz Fischer (PAB). Président en 1968
- Erwin Hofer (PS)
- Ernst Lieb (UDC). Président en 1967
- Robert Schärrer (PRD). Président en 1966
- Hermann Wanner (PRD). Président en 1965

### 1961-1964
- Franz Fischer (PAB). Président en 1963
- Erwin Hofer (PS). Président en 1964
- Ernst Lieb (UDC). Président en 1962
- Robert Schärrer (PRD). Président en 1961
- Hermann Wanner (PRD)

### 1957-1960
- Franz Fischer (PAB). Président en 1960
- Georg Leu (Parti socialiste ouvrier). Président en 1959
- Ernst Lieb (UDC). Président en 1958
- Robert Schärrer (PRD). Président en 1957
- Theo Wanner (Parti socialiste ouvrier)

### 1953-1956
- Georg Leu (Parti socialiste ouvrier). Président en 1955
- Ernst Lieb (UDC). Président en 1954

- Robert Schärrer (PRD)
- Karl Waldvogel (PAB). Président en 1953. Remplacé en 1955 par Franz Fischer (PAB)
- Theo Wanner (Parti socialiste ouvrier). Président en 1956

### 1949-1952
- Walther Brühlmann (PRD). Président en 1952. Remplacé en 1952 par Robert Schärrer (PRD)
- Georg Leu (Parti socialiste ouvrier). Président en 1950

- Ernst Lieb (UDC). Président en 1949
- Theo Wanner (Parti socialiste ouvrier). Président en 1951
- Karl Waldvogel (PAB)

## XXesiècle(première moitié)

### 1945-1948
- Walther Brühlmann (PRD). Président en 1945 et 1948
- Ernst Lieb (UDC). Président en 1946
- Theodor Scherrer (Parti socialiste ouvrier). Remplacé en 1946 par Georg Leu (Parti socialiste ouvrier)
- Kurt Schoch (PRD). Remplacé en 1947 par Theo Wanner (Parti socialiste ouvrier)
- Traugott Wanner (PAB)

### 1941-1944
- Walther Brühlmann (PRD)
- Ernst Lieb (UDC). Président en 1941
- Theodor Scherrer (Parti socialiste ouvrier). Président en 1942
- Gustav Schoch (PRD). Président en 1943. Remplacé en 1944 par Kurt Schoch (PRD)
- Traugott Wanner (PAB). Président en 1944

### 1937-1940
- Gottfried Altorfer (PRD). Président en 1940
- Ernst Bührer (Part socialiste ouvrier). Remplacé en 1938 par Theodor Scherrer (Parti socialiste ouvrier)
- Ernst Lieb (UDC). Président en 1938 et 1939
- Otto Schärrer (PRD). Président en 1937. Remplacé en 1938 par Gustav Schoch (PRD)
- Traugott Wanner (PAB)

### 1933-1936
- Gottfried Altorfer (PRD). Président en 1936
- Ernst Lieb (UDC). Président en 1935
- Jakob Ruh (PRD). Président en 1934. Remplacé en 1935 par Ernst Bührer (Part socialiste ouvrier)
- Otto Schärrer (PRD). Président en 1933
- Fritz Sturzenegger. Remplacé en 1934-35? par Traugott Wanner (PAB)

### 1929-1932
- Gottfried Altorfer (PRD). Président en 1932
- Jakob Ruh (PRD). Président en 1929
- Otto Schärrer (PRD)
- Traugott Waldvogel. Président en 1930. Remplacé en 1931 par Ernst Lieb (UDC)
- Fritz Sturzenegger. Président en 1931

### 1925-1928
- Gottfried Altorfer (PRD). Président en 1927
- Jakob Ruh (PRD).
- Jakob Schlatter (PRD). Président en 1928
- Fritz Sturzenegger. Président en 1926
- Traugott Waldvogel. Président en 1925

### 1921-1924
- Gottfried Altorfer (PRD). Président en 1923

- Albert Moser (PRD)
- Jakob Schlatter (PRD). Président en 1924
- Fritz Sturzenegger. Président en 1922
- Traugott Waldvogel. Président en 1921

### 1917-1920
- Gottfried Altorfer (PRD). Président en 1918
- Robert Grieshaber. Président en 1920. Remplacé en 1920 par Jakob Schlatter (PRD)

- Albert Moser (PRD). Président en 1919
- Fritz Sturzenegger. Président en 1917
- Traugott Waldvogel

### 1913-1916
- Robert Grieshaber

- Jakob Keller. Remplacé en 1915 par Albert Moser (PRD)

- Heinrich Pletscher (PRD). Remplacé en 1915 par Gottfried Altorfer (PRD)

- Fritz Sturzenegger. Président en 1914
- Traugott Waldvogel. Président en 1913 et 1916